# Otto Hölzemann
Otto Hölzemann (* 30. Oktober 1934; † 14. April 2019 in Koblenz) war ein deutscher Fußballspieler, der in der Runde 1956/57 in der Fußball-Oberliga Südwest als Stürmer von TuS Neuendorf mit 28 Treffern die Torschützenkrone errungen hat.

## Laufbahn

### Schalke 04, bis 1956
Sechs Tage vor seinem 20. Geburtstag feierte Otto Hölzemann unter dem neuen Trainer beim FC Schalke 04, Eduard Frühwirth, am 24. Oktober 1954 beim 2:1-Heimerfolg gegen den 1. FC Köln sein Debüt in der Oberliga West. Mit Hermann Eppenhoff und Walter Zwickhofer bildete er beim 2:1-Sieg gegen die Kölner die Läuferreihe der „Knappen“. Auch am Schlusstag der Runde, am 1. Mai 1955, holte sich Schalke mit der gleichen Läuferreihe ein abschließendes 1:1-Heimremis gegen den neuen Westmeister Rot-Weiss Essen und belegte den fünften Tabellenplatz. Hölzemann war in 19 Spielen zum Einsatz gekommen. Als Schalke im Jahr 1956 die Vizemeisterschaft errang, kam er aber zu keinem Einsatz und wechselte deshalb zur Runde 1956/57 zum TuS Neuendorf in die Oberliga Südwest.

### Oberliga Südwest, 1956 bis 1963

#### TuS Neuendorf, 1956 bis 1959
Bei den Blau-Schwarzen am „Deutschen Eck“ von Koblenz agierte der Mann aus Schalke im Angriff. Gleich im Startspiel der Runde, am 19. August 1956 auf dem Erbsenberg des VfR Kaiserslautern, erzielte er für TuS Neuendorf beim 2:2-Remis einen Treffer. Obwohl sein neuer Verein lediglich ein Torverhältnis von 67:60 Toren zustande brachte und damit den sechsten Rang belegte, schoss sich Otto Hölzemann mit 28 Treffern an die Spitze der Torschützenliste im Südwesten. Vereinsintern waren Franz Müller mit 13 und Jakob Miltz mit acht Treffern die treffsichersten Schützen neben Hölzemann in Neuendorf. Meister wurde die „Walter-Elf“ vom 1. FC Kaiserslautern mit dem Torverhältnis von 129:40 Toren. Die besten Schützen waren dabei Ottmar Walter und Willi Wenzel mit jeweils 21 Toren. Zweitbester Torjäger im Südwesten wurde Herbert Martin vom Vizemeister 1. FC Saarbrücken mit 23 Toren. Der neue Torschützenkönig zeichnete sich in fünf Spielen als zweifacher und in zwei Begegnungen als dreifacher Torschütze aus. Herausragend war der 5:2-Heimerfolg am 16. Dezember 1955 gegen die Lautrer Meistermannschaft vor 25.000 Zuschauern im Stadion Oberwerth, wobei Hölzemann auch zweimal in das Tor traf. Die Revanche am Schlusstag der Runde, am 28. April 1957 auf dem Betzenberg, gelang Kaiserslautern aber mit einem Schützenfest. Mit 12:6 Toren wurde Neuendorf geschlagen, da konnte auch der eine Treffer von Hölzemann, sein 28. Tor in der Runde, nicht für gute Stimmung sorgen.
Die Leistungen des Torschützenkönigs wurden durch die Berufung in die Regionalauswahl von Südwestdeutschland beim Repräsentativspiel am 30. Dezember 1956 in Ludwigshafen beim Spiel gegen Westdeutschland gewürdigt. Der Südwesten setzte sich mit der Angriffsbesetzung Herbert Schroer, Willi Wenzel, Hölzemann, Jakob Miltz und Helmut Müller mit 3:1 Toren durch.
Im zweiten Jahr in Neuendorf, jetzt war der Altinternationale Josef Gauchel als Trainer aktiv, bestätigte Hölzemann mit 18 Toren seine Stürmerqualitäten. Mit Neuendorf ging es aber sportlich bergab und 1959 stieg die Mannschaft aus der Oberliga Südwest ab.

#### Meidericher SV, 1959/60
Daraufhin kehrte Hölzemann in die Oberliga West zurück und schloss sich dem Meidericher SV zur Runde 1959/60 an.  Bei den „Zebras“ konnte er sich aber nicht in der Stammformation im Angriff behaupten, die in Mehrzahl mit Werner Krämer, Ludwig Nolden, Heinz Bohnes, Kurt Nolden und Heinz Versteeg besetzt war. Zusammen mit Hartmut Heidemann ergänzte er die „ersten Fünf“. Er bestritt 16 Spiele in der Wedau und schoss dabei zwei Tore. Zur Runde 1960/61 kehrte er wieder nach Neuendorf zurück. 

#### TuS Neuendorf, 1960 bis 1964
Im zweiten Neuendorfer-Abschnitt war Hölzemann als flexibel einsetzbarer Allrounder im Einsatz und kam von 1960 bis 1963 auf weitere 81 Oberligaeinsätze mit 18 Toren. Für TuS Neuendorf hat er bis 1963 in seinen sechs Spielrunden 162 Spiele absolviert und dabei 68 Tore erzielt. Insgesamt stehen für ihn 197 Oberligaspiele mit 70 Toren zu Buche.
Unter Trainer Erich Garske bestritt Hölzemann am 19. April 1964, beim 4:1-Heimerfolg gegen den SV Völklingen, sein letztes Spiel in der Fußball-Regionalliga Südwest und beendete nach 28 Spielen und sechs Toren seine höherklassige Laufbahn.